# 李景威
李景威（？—963年），荆州長陽人，五代十国时荆南政治人物。

## 生平
李景威在文獻王高從誨時尚未知名，到貞懿王高保融即位後擢升為水手都指揮使；高繼沖代高保勗節鎮，他為高繼沖的帳下親校。建隆三年（962年），張文表作亂，周保權向北宋求救，宋太祖趙匡胤就下令慕容延釗討伐張文表，又下詔江陵發水軍到潭州；高繼沖則遣派李景威率領三千人等待。
乾德元年（963年），宋軍借道荆南，聲稱士兵只經過城外，李景威說：「用兵崇尚權謀詭詐，城外之約不可信。在下所見，宋軍打算趁張文表作亂攻打我們。荆南幾萬士兵久經訓練，假如宋軍真的來到，在下不才但願意盡力一戰。」少監孫光憲堅持不可，他嘆氣：「不採納我的建議，大事去矣。」於是自縊而死。趙匡胤感嘆他的忠義，滅荆南後命王仁贍恩恤其家人。
李景威在生前曾對高繼沖說：「據傳江陵有九十九洲，滿一百洲就能造就王者興盛。武信王高季興初年，江心中突然出現一洲，但現在該洲突然沖沒，令人擔心我國興亡。」高繼沖並未在意，於是荆南滅亡。